# Le Roman d'un avocat
Le Roman d'un avocat (en russe  :  Roman advokata) est une nouvelle d’Anton Tchekhov, parue en 1883.

## Historique
Le Roman d'un avocat, sous-titré Procès-verbal, est initialement publié dans la revue russe Les Éclats, no 6, du 5 février 1883, sous le pseudonyme de l’Homme sans rate. 

## Résumé
Sous la forme d’un procès-verbal, un avocat raconte son mariage avec mademoiselle Ligovka, son départ presque immédiat du domicile conjugal, les cinq années qu’il a mis pour croquer la dot de sa femme et sa demande de divorce.

## Édition française
- Le Roman de l’avocat, dans Œuvres de A. Tchekhov 1883, traduit par Madeleine Durand et Édouard Parayre, Les Éditeurs Français Réunis, 1952, numéro d’éditeur 431.